# Nordkalottruta
Nordkalottruta (finnül: Kalottireitti, svédül: Nordkalottleden) kijelölt turistaútvonal, amely a skandináv országokon halad keresztül. A név jelentése Sarki Útvonal. A Nordkalottruta turistaút mintegy 800 kilométeres hosszúságban szeli át Norvégia, Svédország és Finnország vidékeit, melyből 380 kilométernyi ösvény Norvégiában, 350 kilométernyi turistaút Svédországban, illetve a maradék 70 kilométernyi útvonal Finnországban található. A turistaút 15 alkalommal keresztezi az országhatárokat és déli végpontja a Norvégiában található Sulitjelma település, illetve alternatív végpontnak számít még a Svédországban található Kvikkjokk település is. 

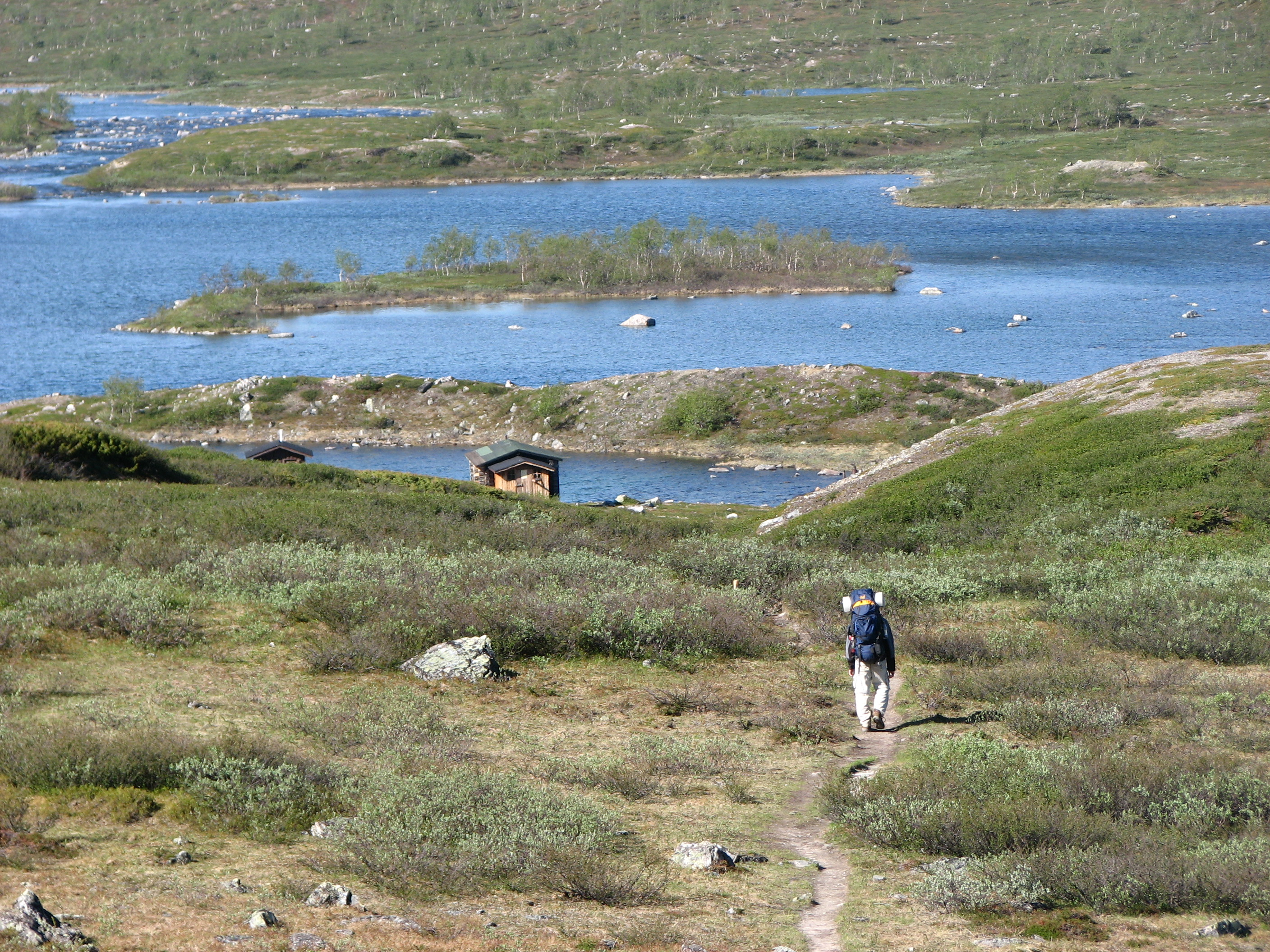
A Nordkalottruta turistaútvonal a Meekonjärvi-tó mellett, Finnországban

A turistaútvonal létrehozásának első ötletei 1977-ben merültek fel. A turistaösvény keresztülhalad az Øvre Dividal Nemzeti Parkon, a Reisa Nemzeti Parkon, az Abisko Nemzeti Parkon és a Padjelanta Nemzeti Park területén is, valamint a Sulitjelmafjellet és a Narvikfjell régiókon.

## Látnivalók az útvonal mentén
- Kautokeino (Norvégia)
- Pihtsusköngäs vízesés (Finnország)
- Kilpisjärvi település (Finnország)
- Malla Strict Természetvédelmi Terület (Finnország)
- Innset (Norvégia)
- Abisko (Svédország)
- Skjomdalen (Norvégia)
- Nikkaluokta (Svédország)
- Ritsem (Svédország)
- Sulitjelma (Norvégia)
- Kvikkjokk (Svédország)

## Fordítás
Ez a szócikk részben vagy egészben  a   Nordkalottruta című angol Wikipédia-szócikk ezen változatának fordításán alapul.  Az eredeti cikk szerkesztőit annak laptörténete sorolja fel. Ez a jelzés csupán a megfogalmazás eredetét és a szerzői jogokat jelzi, nem szolgál a cikkben szereplő információk forrásmegjelöléseként.